# Episodi di Speechless (seconda stagione)
La seconda stagione della serie televisiva Speechless, composta da diciotto episodi, è stata trasmessa in prima visione assoluta negli Stati Uniti su ABC dal 27 settembre 2017 al 21 marzo 2018.
In Italia la stagione è stata trasmessa su Fox, canale a pagamento della piattaforma satellitare Sky, dal 25 maggio al 20 luglio 2018.
| n° | Titolo originale                     | Titolo italiano           | Prima TV USA      | Prima TV Italia |
| -- | ------------------------------------ | ------------------------- | ----------------- | --------------- |
| 1  | W-e-We're B-a-Back!                  | I nuovi DiMeo             | 27 settembre 2017 | 25 maggio 2018  |
| 2  | F-i-First S-e-Second F-First Day     | La doccia                 | 4 ottobre 2017    | 25 maggio 2018  |
| 3  | J-J's D-r-Dream                      | Amore fraterno            | 11 ottobre 2017   | 1º giugno 2018  |
| 4  | T-r-Training D-a-Day                 | L'addestramento           | 18 ottobre 2017   | 1º giugno 2018  |
| 5  | N-i-Nightmares on D-i-Dimeo S-Street | Incubo a casa DiMeo       | 25 ottobre 2017   | 8 giugno 2018   |
| 6  | S-h-Shipping                         | Niente scherzi            | 1º novembre 2017  | 8 giugno 2018   |
| 7  | B-r-i-British I-n-v-Invasion         | Invasione britannica      | 15 novembre 2017  | 15 giugno 2018  |
| 8  | B-i-Bikini U-n-University            | Bikini e serpenti         | 29 novembre 2017  | 15 giugno 2018  |
| 9  | S-t-Star W-Wars                      | Guerre stellari           | 6 dicembre 2017   | 22 giugno 2018  |
| 10 | S-i-Silent Night                     | Silent Night              | 13 dicembre 2017  | 22 giugno 2018  |
| 11 | N-e-New Y-Year's E-Eve               | Capodanno                 | 3 gennaio 2018    | 29 giugno 2018  |
| 12 | The H-u-s-Hustle                     | Festa anni 70             | 10 gennaio 2018   | 29 giugno 2018  |
| 13 | D-i-Dimeo A-c-Academy                | DiMeo Academy             | 17 gennaio 2018   | 6 luglio 2018   |
| 14 | E-i-Eighteen                         | Diciotto                  | 28 febbraio 2018  | 6 luglio 2018   |
| 15 | U-n-Unforgettable P-a-Pain           | Un dolore che mi tormenta | 7 marzo 2018      | 13 luglio 2018  |
| 16 | One A-n-Angry M-Maya                 | Una Maya molto arrabbiata | 14 marzo 2018     | 13 luglio 2018  |
| 17 | A-c-Action                           | Azione                    | 14 marzo 2018     | 20 luglio 2018  |
| 18 | N-o-Nominee                          | Nomination                | 21 marzo 2018     | 20 luglio 2018  |

## I nuovi DiMeo
- Titolo originale: W-e-We're B-a-Back!
- Diretto da: Christine Gernon
- Scritto da: Scott Silveri

## La doccia
- Titolo originale: F-i-First S-e-Second F-First Day
- Diretto da: Rob Cohen
- Scritto da: Danny Chun

## Amore fraterno
- Titolo originale: J-J's D-r-Dream
- Diretto da: Christine Gernon
- Scritto da: Seth Kurland

## L'addestramento
- Titolo originale: T-r-Training D-a-Day
- Diretto da: Bill Purple
- Scritto da: Carrie Rosen

## Incubo a casa DiMeo
- Titolo originale: N-i-Nightmares on D-i-Dimeo S-Street
- Diretto da: Christine Gernon
- Scritto da: Matt Roller

## Niente scherzi
- Titolo originale: S-h-Shipping
- Diretto da: Jay Chandrasekhar
- Scritto da: Niki Schwartz-Wright

## Invasione britannica
- Titolo originale: B-r-i-British I-n-v-Invasion
- Diretto da: Bill Purple
- Scritto da: Tim Doyle

## Bikini e serpenti
- Titolo originale: B-i-Bikini U-n-University
- Diretto da: Erin O'Malley
- Scritto da: Danny Chun

## Guerre stellari
- Titolo originale: S-t-Star W-Wars
- Diretto da: Stuart McDonald
- Scritto da: Danny Chun (storia), Matt Roller e Seth Kurland (sceneggiatura)

## Silent Night
- Titolo originale: S-i-Silent Night
- Diretto da: Christine Gernon
- Scritto da: Danny Chun (storia), Shana Goldberg-Meehan e Dan Holden (sceneggiatura)

## Capodanno
- Titolo originale: N-e-New Y-Year's E-Eve
- Diretto da: Ken Whittingham
- Scritto da: Scott Silveri (storia), Danny Chun e Matt Rollern (sceneggiatura)

## Festa anni 70
- Titolo originale: The H-u-s-Hustle
- Diretto da: Rob Cohen
- Scritto da: Seth Kurland (storia), Carrie Rosen e Rosie Borchert (sceneggiatura)

## DiMeo Academy
- Titolo originale: D-i-Dimeo A-c-Academy
- Diretto da: Tristram Shapeero
- Scritto da: Danny Chun e Matt Roller

## Diciotto
- Titolo originale: E-i-Eighteen
- Diretto da: Christine Gernon
- Scritto da: Dan Holden

## Un dolore che mi tormenta
- Titolo originale: U-n-Unforgettable P-a-Pain
- Diretto da: Anya Adams
- Scritto da: Elizabeth Beckwith

## Una Maya molto arrabbiata
- Titolo originale: One A-n-Angry M-Maya
- Diretto da: Bill Purple
- Scritto da: Carrie Rosen e Zach Anner

## Azione
- Titolo originale: A-c-Action
- Diretto da: Rob Cohen
- Scritto da: Danny Chun e Matt Roller

## Nomination
- Titolo originale: N-o-Nominee
- Diretto da: Christine Gernon
- Scritto da: Scott Silveri, Danny Chun e Matt Roller